# Список богомолів Уругваю
У фауні Уругваю відомо 18 видів богомолів.

## Список видів
| Наукова назва, автор, рік опису                    | Таксономія             | Статус МСОП | Зображення | Зауваження щодо поширення                                                      |
| Mantoida beieri (Kaltenbach, 1957)                 | Родина Mantoididae     | —           |            | Пайсанду                                                                       |
| Eumusonia livida                                   | Родина Thespidae       | —           |            | Артигас, Монтевідео, Роча, Ривера, Трейнта-і-Трес                              |
| Musoniella argentina                               | Родина Thespidae       | —           |            | Артигас, Канелонес, Мальдонадо, Пайсанду, Ріо-Негро, Такуарембо                |
| Orthoderella elongata Roy & Stiewe, 2011           | Родина Photinidae      | —           |            | На півночі країни: Ривера, Серро-Ларґо, Такуарембо                             |
| Orthoderella major (Piza, 1962)                    | Родина Photinidae      | —           |            |                                                                                |
| Acontista concinna Perty, 1833                     | Родина Acontistidae    | —           |            |                                                                                |
| Acontista multicolor Saussure, 1870                | Родина Acontistidae    | —           |            |                                                                                |
| Metaphotina brevipennis (Saussure, 1872)           | Родина Acontistidae    | —           |            | На півночі: Артигас, Пайсанду, Серро-Ларґо, Такуарембо, Трейнта-і-Трес         |
| Stagmatoptera hyaloptera (Perty, 1832)             | Родина Mantidae        | —           |            | Артигас, Пайсанду, Ріо-Негро, Ривера, Соріано                                  |
| Stagmatoptera precaria (L, 1758)                   | Родина Mantidae        | —           |            |                                                                                |
| Parastagmatoptera theresopolitana Giglio-Tos, 1914 | Родина Mantidae        | —           |            | Канелонес, Колонія, Мальдонадо, Монтевідео, Пайсанду, Ріо-Негро, Такуарембо    |
| Pseudovates iheringi (Saussure & Zehntner, 1894)   | Родина Mantidae        | —           |            | Артигас, Ріо-Негро                                                             |
| Acontiothespis multicolor (Saussure, 1870)         | Родина Acanthopidae    | -           |            |                                                                                |
| Brunneria subaptera                                | Родина Coptopterygidae | -           |            | Поширений по всій країні                                                       |
| Coptopteryx argentina (Burmeister, 1864)           | Родина Coptopterygidae | -           |            | Поширений по всій країні                                                       |
| Coptopteryx gayi (Blanchard, 1851)                 | Родина Coptopterygidae | —           |            | Поширений по всій країні                                                       |
| Coptopteryx platana Giglio-Tos, 1915               | Родина Coptopterygidae | —           |            | Описаний з Уругваю, можливо синонім Coptopteryx gayi                           |
| Coptopteryx thoracoides Giglio-Tos, 1915           | Родина Coptopterygidae | —           |            | Описаний з Уругваю, можливо синонім Coptopteryx gayi                           |
| Oxyopsis rubicunda (Stoll, 1813)                   | Родина Богомолові      | —           |            |                                                                                |
| Anamiopteryx borellii Giglio-Tos, 1915             | Родина Thespidae       | —           |            | Типова місцевість зазначена як Уругвай, але конкретних екземплярів не виявлено |